# Menophra owadai
Menophra owadai là một loài bướm đêm trong họ Geometridae.